# Xystrocera australasiae
Xystrocera australasiae là một loài bọ cánh cứng trong họ Cerambycidae.